# Zivildienst

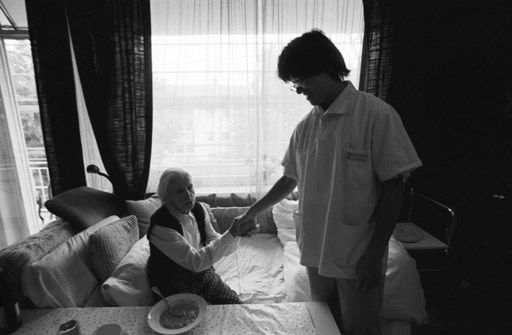
Ambulante Altenpflege durch einen Zivildienstleistenden in München, 1996

Der Zivildienst ist die häufigste Form des Wehrersatzdienstes von Kriegsdienstverweigerern. Der Kriegsdienstverweigerer lehnt aus Gewissensgründen den Wehrdienst mit der Waffe ab und leistet stattdessen den Zivildienst. Streng genommen erfüllt dieser die Kriterien der Zwangsarbeit. Als Wehrersatzdienst ist der Zivildienst allerdings vom Verbot der Zwangsarbeit durch die Europäische Menschenrechtskonvention ausgenommen. Offizielle und umgangssprachliche Bezeichnungen:
- Zivildienstleistender: offizielle Bezeichnung in Österreich für Zivildienstpflichtige, die mit Bescheid einer anerkannten Einrichtung zur Leistung des ordentlichen Zivildienstes zugewiesen sind und offizielle Bezeichnung in der Schweiz, sowie seinerzeit in Deutschland.
- Zivildienstpflichtiger: offizielle Bezeichnung in Österreich für (ehemals) Wehrpflichtige, die eine mängelfreie Zivildienstklärung abgegeben haben und weitere offizielle Bezeichnung in der Schweiz
- Zivildiener: häufig genutzte Bezeichnung in Österreich
- Zivi: umgangssprachliche Bezeichnung in Österreich, Schweiz und seinerzeit in Deutschland

## Geschichte
Als erstes Land führte Dänemark im Jahr 1917 einen Wehrersatzdienst, der für soziale Aufgaben herangezogen wurde, ein; es folgten kurz darauf Länder wie Schweden und die Niederlande 1920, Norwegen 1921 und Finnland 1931.

## Dauer
| Land         | Grundwehrdienst | Zivildienst   |
| ------------ | --------------- | ------------- |
| Österreich   | 6               | 9             |
| Schweiz      | 8 (245 Tage)    | 12 (368 Tage) |
| Finnland     | 6               | 12 (362 Tage) |
| Griechenland | 12              | 15            |
| Russland     | 12              | 21            |

## Zivildienst in Europa

### Österreich

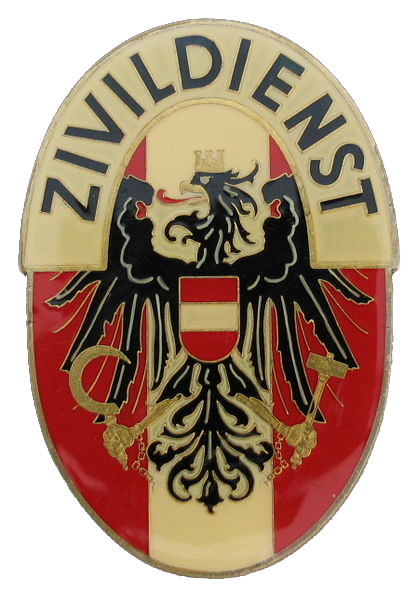
Österreichische Zivildienst-Plakette von 1982

In Österreich kann der Wehrdienst seit 1975 aus Gewissensgründen verweigert werden. Der Zivildienst ist die am häufigsten gewählte Form des Wehrersatzdienstes und umfasst in der Regel Tätigkeiten im sozialen Umfeld, wie etwa im Rettungswesen, in der Sozial- und Behindertenhilfe, in der Altenbetreuung, in Krankenhäusern, bei der Feuerwehr, in der Landwirtschaft oder im Straßenverkehr als Schulwegpolizisten. Der ordentliche Zivildienst dauert neun Monate, mehr als 45 % der tauglichen Männer eines Jahrganges (2021 waren es 14.154) leisten ihren Pflichtdienst als Wehrersatzdienst ab. Neben dem ordentlichen Zivildienst ist in Krisenzeiten ein außerordentlicher Zivildienst möglich, zu welchem Zivildienstleistende nach der vollständigen Ableistung ihres Dienstes wieder verpflichtet werden können. Im Jahr 2020 wurde erstmals in der Geschichte des Zivildienstes in Österreich davon Gebrauch gemacht, um die medizinische Versorgung während der Coronavirus-Pandemie zu gewährleisten.
Als weitere Wehrersatzdienste und Ersatz zum Zivildienst sind folgende Freiwilligendienste anerkannt:
- das Freiwillige Sozialjahr (FSJ)[7]
- das Freiwillige Umweltjahr (FUJ)[8][9]
- ein Entwicklungshilfedienst mit einer Mindestdauer von 2 Jahren
- der Gedenk-, Friedens- und Sozialdienst im Ausland[10][11][12]

2025 fehlen viele Zivildiener. Diese Lücke wird vor allem von jungen Frauen, die ein freiwilliges soziales Jahr machen, geschlossen.

### Schweiz
In der Schweiz sieht die Verfassung seit 1992 einen zivilen Ersatzdienst anstelle der Militärdienstleistung vor. 2009 wurde die Gewissensprüfung abgeschafft, seither darf jeder Schweizer ohne Hürde in den Zivildienst wechseln. Der Zivildienst dauert das 1,5fache des noch zu leistenden Militärdienstes (derzeit total 260 Tage), also maximal 390 Tage. Geleistet wird er schwerpunktmäßig im Gesundheits- und Sozialwesen sowie im Umweltschutzbereich. Zudem sind Auslandseinsätze in der Entwicklungszusammenarbeit möglich. Die Einsätze werden selbständig ausgesucht und vereinbart, die Vollzugsstelle des Zivildienstes erstellt daraufhin das Aufgebot.

### Finnland
In Finnland dauert der Zivildienst 12 Monate, während der Militärdienst nur sechs Monate dauert. Das Recht auf Kriegsdienstverweigerung wurde erstmals 1931 eingerichtet, beschränkt sich aber bis heute auf Friedenszeiten. Bei der Einführung des Zivildienstgesetzes 1987 dauerte der Zivildienst noch 16 Monate, was aber zu vielen Totalverweigerern führte. Die Dienstzeit wurde 1992 zu 13 Monaten verkürzt, seit 2008 ist die Dienstzeit 12 Monate. Der Antrag zur Kriegsdienstverweigerung wird ungeprüft genehmigt. Die Zahl der Zivildienstleistenden vervierfachte sich in den 1990er-Jahren auf 2.500 und stellt das Zivildienstsystem auch heute noch vor das Problem, dass es zu wenig Plätze für die Zivildiener gibt.

### Russland
In Russland gibt es seit 2004 die Möglichkeit, Zivildienst zu leisten. Dieser dauert 21 Monate. Wegen der schlechten Arbeitsbedingungen und der langen Dauer entscheiden sich jedoch nur wenige Russen gegen den Militärdienst. Im Frühling 2005 meldeten sich nur 346 von rund 170.000 Wehrpflichtigen für den Zivildienst und angeblich sind die Zahlen rückläufig.
In Russland gilt eine selektive Wehrpflicht von 12 Monaten für wehrfähige Männer ab 18 bis maximal 30 Jahren.

## Länder mit abgeschafftem oder ausgesetztem Zivildienst

### Deutschland
In Deutschland konnte der Dienst an der Waffe aus Gewissensgründen verweigert werden. Bis zum Jahr 2010 musste das Recht auf Kriegsdienstverweigerung unter Darlegung der Gewissensgründe beantragt werden. Wurde der Antrag angenommen, was seit den 1980er Jahren die Regel war, musste der betroffene Mann als Ersatz für den Wehrdienst den Zivildienst leisten.
Dieser Ersatzdienst dauerte anfänglich mit bis zu 20 Monaten meist länger als der Grundwehrdienst, da die Reserveübungen von Wehrdienstleistenden entfielen; vor der Aussetzung der Wehrpflicht dauerte der Zivildienst ebenso wie dieser nur noch 6 Monate. Zivildienstleistende wurden in der Regel für Tätigkeiten im sozialen Bereich eingesetzt, wie etwa in Krankenhäusern, Jugendhäusern, Altenheimen, im Rettungsdienst bzw. Krankentransport sowie in der Behindertenbetreuung. Sie leisteten Pflege- und Fahrdienste sowie Betreuung. Bis zum Jahr 2010 verweigerten viele 10.000 Männer jährlich den Wehrdienst. Die Zahl stieg dabei im Laufe der Jahrzehnte deutlich an. Während dies 1968 noch knapp 12.000 waren, lag die Zahl der Kriegsdienstverweigerer 1990 bei 74.569. Der Jahresdurchschnitt lag bis 2010 bei 62.000 Männern.
Wegen der Aussetzung des Wehrdienstes zum 1. Juli 2011 wurden ab Oktober 2010 Zivildienstleistende nur noch auf eigenen Wunsch einberufen. Diese freiwillige Art der Einberufung war nur bis zum 1. Juli 2011 möglich, sodass auch bei freiwillig längerer Dienstverpflichtung die letzten Zivildienstverhältnisse am 31. Dezember 2011 endeten. Als Ersatz für den ausgesetzten Zivildienst wurde 2011 der Bundesfreiwilligendienst (BFD) eingeführt, der alle bestehenden Freiwilligendienste ergänzt.

### Italien
In Italien wurde der Servizio civile (Deutsch: Zivildienst) im Jahr 1972 eingeführt. Die Zivildienstzeit wurde acht Monate länger als die Militärdienstzeit festgelegt. Aufgrund der langen Dauer und wegen der strengen Prüfung der vorgebrachten Gewissensgründe bewegte sich die Zahl der Wehrdienstverweigerer auf einem sehr geringen Niveau. Im Jahr 1989 erklärte das italienische Verfassungsgericht einige Teile der bisherigen rechtlichen Regelung für verfassungswidrig, weswegen die Dienstzeit jener des Militärdienstes bei den italienischen Streitkräften angeglichen werden musste. In den Jahren danach stieg die Zahl der Zivildienstleistenden sprunghaft an und übertraf schließlich die der Wehrdienstleistenden. 1998 trat nach langer Diskussion ein zeitgemäßeres Gesetz über den Zivildienst in Kraft, das auch den inzwischen allgemein anerkannten Leistungen der Zivildienstleistenden für die Gesellschaft Rechnung trug. Im Jahr 2005 wurde in Italien die Wehrpflicht und damit auch die Ersatzdienstpflicht ausgesetzt. In der Folge wurde es Frauen und Männern ermöglicht, sowohl einen einjährigen freiwilligen Militärdienst als auch einen einjährigen freiwilligen Zivildienst zu leisten, der auch im Ausland absolviert werden kann. Der Staatliche Freiwillige Zivildienst steht jungen Männern und Frauen im Alter zwischen 18 und 28 Jahren offen, wobei im Jahr 2009 zwei Drittel der Zivildienstleistenden Frauen waren. Jährlich stehen in der Regel nicht mehr als 50.000 Stellen zur Verfügung. Die Tätigkeitsbereiche des Staatlichen Freiwilligen Zivildienstes umfassen:
- gesundheitliche und soziale Fürsorge
- Wiedereingliederung in die Gesellschaft sowie Notstandshilfe
- Erziehung und Kulturförderung
- Zivilschutz und Umweltschutz
- Entwicklungszusammenarbeit
- Schutz und Nutzung der Kunst

#### Südtirol
In Südtirol bietet das „Amt für Außenbeziehungen und Ehrenamt“ der Landesverwaltung einen eigenen freiwilligen Landeszivildienst  mit einer Dauer von 8 oder 12 Monaten an, dessen Aufgaben auf die Bedürfnisse der Autonomen Provinz Bozen angepasst sind. Teilnahmeberechtigt sind alle EU-Bürger sowie Ausländer mit legalem Aufenthaltsstatus in der Provinz im Alter zwischen 18 und 28 Jahren. Gute Deutsch- und Italienischkenntnisse werden vorausgesetzt. Landeszivildiener erhalten eine Spesenrückvergütung in der Höhe von 450,- € (Stand 2024), wenn notwendig Verpflegung und Unterkunft, eine Unfall- und Haftpflichtversicherung sowie Möglichkeit sämtliche öffentliche Verkehrsmittel in Südtirol kostenlos zu benutzen. Die Wochenarbeitszeit beträgt für Landeszivildienstleistende 35 Stunden. Neben dem Landeszivildienst gibt es den Freiwilligen Landessozialdienst als Angebot für Erwachsene über 29 Jahren. Pro Jahr (Stand 2021) gibt es 150 Stellen im Landeszivildienst und 100 Stellen im Landessozialdienst.
Die Aufgabenbereiche umfassen:
- gesundheitliche und soziale Fürsorge
- Wiedereingliederung in die Gesellschaft sowie Notstandshilfe
- Bildung, Jugendarbeit und Kulturförderung
- Schutz der Umwelt und des Kulturgutes
- Zivilschutz
- Verbraucherschutz
- Entwicklungspolitische Bewusstseinsbildung in Südtirol
- Freizeitgestaltung und Sporterziehung

### Schweden
In Schweden gab es schon in den 1920er-Jahren waffenfreie Dienste. Ab 1995 gab es die sogenannte Totalförsvarsplikt, die sowohl waffenfreie Dienste (Civilplikt) wie auch bewaffnete Dienste (Värnplikt) beinhalteten. Man hatte das Recht, einen waffenfreien Dienst abzuleisten, wenn man der Überzeugung war, keine Waffe gegen einen anderen Menschen anwenden zu können. Die dann erfolgende Zuteilung zur Civilplikt (Zivilpflicht) bedeutete aber nicht notwendigerweise einen sozialen Dienst, sondern konnte auch eine Ausbildung für die Aufrechterhaltung der Infrastruktur (Wasser, Strom etc.) im Kriegsfall bedeuten, d. h. operative und Reparaturtätigkeiten.
In der Vergangenheit wurden die waffenfreie Dienste daher u. a. beim Rettungsdienst, Flugplatzfeuerwehren und der Eisenbahn durchgeführt. Vor der Aussetzung der Wehr- und Zivildienstpflicht gab es allerdings nur noch drei Ausbildungen im Rahmen der Civilplikt, die alle bei Svenska Kraftnät, dem Betreiber des schwedischen Stromnetzes, stattfanden.
In der Realität spielte der Zivildienst in Schweden aber nur eine untergeordnete Rolle. Schon aus Kostengründen wurden nicht alle Männer zur Musterung einberufen, wobei die Auswahl nach einem Vortest getroffen wurde, in dem auch die Motivation zum Wehrdienst abgefragt wurde. Über 90 % derer, die zur Musterung einberufen wurden, haben Interesse am Wehrdienst geäußert und waren damit in der Regel keine Kandidaten für einen waffenfreien Dienst. Die Beantragung eines waffenfreien Diensts war daher vielfach gar nicht notwendig.
Nur rund ein Viertel der Gemusterten wurde letztendlich auch zum Wehrdienst einberufen, wovon sich dann nur ein Bruchteil für den waffenfreien Dienst entschieden hat. Im Jahr 2006 wurden von 41.720 gemusterten Männern 10.990 Männer zum Wehrdienst und 133 zum waffenfreien Dienst eingezogen. Im Jahr 2010 hat Schweden als erstes neutrales Land die Wehr- und Zivildienstpflicht abgeschafft. Der Wehrdienst wurde am 1. Juli 2017 wieder eingeführt.